# NOVICE

Logo

NOVICE (Abkürzung von englisch: Network of Veterinary ICT in Education) ist ein internationales internetbasiertes Netzwerk ausschließlich für E-Learning-Beauftragte und Dozenten der veterinärmedizinischen Fakultäten und Hochschulen in Kooperation mit praktizierenden Tierärzten und Studierenden der Veterinärmedizin.

## Ziele
Zu den Zielen von NOVICE gehören:
- evidenzbasiertes, lebenslanges Lernen zu fördern
- Informationen zwischen der Tierärzteschaft und den Studierenden auszutauschen
- Netzwerke in der Tiermedizin über Grenzen hinweg aufzubauen
- die Nutzung von Web-2.0-Tools in der tierärztlichen Aus- und Fortbildung zu fördern
- tiermedizinische Interessen- und Expertengruppen aufzubauen.

## Geschichte
Die Entwicklung dieses Netzwerkes wurde als Projekt im Rahmen des EU-Bildungsprogramms für lebenslanges Lernen gefördert. Projektteilnehmer sind die Stiftung Tierärztliche Hochschule Hannover, die Fakultät für Veterinärmedizin der Universität Utrecht in den Niederlanden, das Royal Veterinary College in London, die Universität für Agrarwissenschaften und Veterinärmedizin Bukarest sowie die Szent-István-Universität in Budapest.
Das Projekt wurde am 1. Januar 2010 begonnen, das Netzwerk ist seit September 2010 online.

## Technik
Um ein soziales Netzwerk im Sinne eines PLE aufzubauen, wurde als Software Elgg gewählt. Dadurch ist der Aufbau einzelner, themenspezifischer Gruppen möglich, in denen der Informationsaustausch und die Kommunikation durch Diskussionsforen, Wikis, Blogs, Dateiuploads und Social Bookmarking gewährleistet wird. Persönliche Statusmeldungen im Netzwerk werden durch die twitterähnliche Mikrobloggingfunktion the wire ermöglicht.